# Brandon Downes
Pour les articles homonymes, voir Downes.
Brandon Downes, né le 12 mars 1991 à Johannesbourg, est un coureur cycliste sud-africain.

## Biographie
Brandon Downes est originaire de Johannesbourg, la plus grande ville d'Afrique du Sud. Durant sa jeunesse, il pratique le hockey chez les amateurs. Il étudie aussi à l'université du Witwatersrand, où il décroche un diplôme d'architecte. Son arrivée dans le monde du cyclisme est tardive. 
Lors de ses premières saisons, il se distingue principalement dans des compétitions sud-africaines. Il termine aussi quatrième d'une étape du Tour du Cameroun en 2018. L'année suivante, il se classe quatrième d'une épreuve des Challenges de la Marche verte, sous les couleurs de l'équipe continentale TEG. Il poursuit ensuite sa carrière au niveau national. Actif dans les épreuves par étapes, il remporte notamment le Tour du Cap en 2021 et en 2022. Il s'impose par ailleurs sur une édition du Mpumalanga Tour. 
En 2024, il termine troisième du championnat d'Afrique du Sud du contre-la-montre, tout comme les deux années précédentes. Il représente également son pays natal aux Jeux africains, où il décroche trois médailles. 

## Palmarès et résultats

### Palmarès par année
- 2016
  - Panorama Tour :
    - Classement général (avec Samuel De Swardt)
    - 2e et 4e étapes (avec Samuel De Swardt)
- 2017
  - Panorama Tour :
    - Classement général (avec Kai Pritzen)
    - 2e et 4e étapes (avec Kai Pritzen)
- 2018
  - 947 Cycle Challenge
- 2020
  - 2e du Tour de Bonne-Espérance
- 2021
  - Mpumalanga Tour :
    - Classement général
    - 2e étape

  - Classement général du Tour du Cap
- 2022
  - Tour du Cap :
    - Classement général
    - 2e étape

  - 2e du Tour de Windhoek
  - 3e du championnat d'Afrique du Sud du contre-la-montre
  - 3e du Mpumalanga Tour
- 2023
  - Prologue, 1re et 4e étapes du Tour de Windhoek
  - 1re et 3e étapes du Tour du Cap
  - 2e du Tour du Cap
  - 3e du championnat d'Afrique du Sud du contre-la-montre
  - 3e du Tour de Windhoek
- 2024
  - Championnat du Gauteng du contre-la-montre
  - 2e étape du Tour de Windhoek (contre-la-montre)
  - 1re et 4e (contre-la-montre) étapes du Panorama Tour
  -  Médaillé d'argent du championnat d'Afrique du contre-la-montre
  -  Médaillé d'argent du contre-la-montre par équipes aux Jeux africains
  -  Médaillé d'argent du contre-la-montre par équipes mixtes aux Jeux africains
  - 2e du Tour de Windhoek
  - 2e du Panorama Tour
  -  Médaillé de bronze du contre-la-montre aux Jeux africains
  - 3e du championnat d'Afrique du Sud du contre-la-montre
  - 5e du championnat d'Afrique sur route
- 2025
  - 2e étape du Tour du Cap
  - 2e du Tour du Cap
  - 3e du championnat d'Afrique du Sud du contre-la-montre

### Classements mondiaux
| Année                                 | 2018  | 2019  | 2020  | 2021  | 2022  | 2023  | 2024 |
| ------------------------------------- | ----- | ----- | ----- | ----- | ----- | ----- | ---- |
| Classement mondial                    | 3031e | 1702e | 1415e | 1988e | 1569e | 1568e | 345e |
| UCI Africa Tour                       | 263e  | 98e   | 57e   | 97e   | 87e   | 92e   | 12e  |
|                                       |       |       |       |       |       |       |      |
| Légende : nc = non classéSource : UCI |       |       |       |       |       |       |      |